# Dead BEAT
『dead BEAT』（デッドビート）は、1999年公開の日本映画。安藤尋監督の劇場公開映画デビュー作で、ビデオでのタイトルは『さらば極道／dead BEAT』。

## キャスト
- 柴田雅人：哀川翔
- 北川真：村上淳
- エミ：真野きりな
- 上村：根津甚八

## スタッフ
- 監督：安藤尋
- 脚本：伊藤秀裕、長田敏晴、及川中、安藤尋
- 配給：ギャガ・コミュニケーションズ
- 配給協力：スローラーナー
- 制作：excellent film